# Fonte di Lucullo
La Fonte di Lucullo (o Fonti di Lucullo) è una grotta artificiale romana con funzione di cisterna d'acqua, situata all'interno del Parco Nazionale del Circeo in località Molella, a metà strada tra Sabaudia e San Felice Circeo. 
La fonte, anticamente conosciuta col nome di Bagnara, ora è indicata col nome del patrizio Lucio Licinio Lucullo il quale, nel 78 a.C., avrebbe conferito l'incarico a Gneo Domizio Amando di raccogliere le acque di quella zona.
Il costruttore creò due fonti di acqua: una usata per bere e, l'altra, che portava acqua meno pulita, utilizzata per gli impianti termali.
La fonte fu scoperta nel 1904, sotto 15 metri di sabbia, e sgorga ancora all'interno dell'antica struttura romana con copertura a volta. Oggi il degrado e costruzioni abusive per la ristorazione ne mortificano l'aspetto originario.